# Sales and operations planning
Le processus sales and operations planning désigné sous le sigle S&OP est un processus de décision périodique (généralement mensuel) et collaboratif au cours duquel une entreprise (ou tout autre organisation) établit un consensus entre des objectifs de ventes ou de distribution, des objectifs financiers et des capacités internes de réalisation de l'entreprise (capacité de production, inventaires, main-d'œuvre...). Le but est d'accéder à un plan unique, réalisable et partagé des parties présentes.
En d'autres termes, l'objectif du processus S&OP est d'aboutir à une vision partagée (consensus) afin d'allouer les ressources critiques permettant de réaliser les objectifs d'affaires.
Un développement plus récent de la planification des ventes et des opérations davantage centrée sur le client a été rédigé par Richard (Dick) Ling et Andy Coldrick dans le chapitre 20 dans la 3e édition du MRP d'Orlicky